# Кюр-Ділі
Кюр-Ділі́ (Куринська коса, азерб. Kür dili) — острів у Каспійському морі поблизу південно-східного узбережжя Азербайджану.
Острів розташовано за 20 км на південь від міста Нефтечала та обмежує зі сходу Кизилагацьку затоку. Коса періодично нарощується чи розмивається в залежності від рівня Каспійського моря. На березі острова розташовані поселення Жарский та Куркоса, поширені рибні промисли.
Острів входить до складу Кизилагацького заповідника.